# Wereldkampioenschap voetbal 2022 (Groep C) Argentinië - Saoedi-Arabië
Dit artikel gaat over de wedstrijd in groep C van het wereldkampioenschap voetbal 2022 tussen Argentinië en Saoedi-Arabië die gespeeld werd op dinsdag 22 november 2022 in het Lusailstadion te Lusail. Het duel was de vijfde wedstrijd van het toernooi.
Messi schoot Argentinië vanaf de penaltystip op een voorsprong, maar Saoedi-Arabië won, dankzij twee treffers binnen tien minuten na de rust. De Saoedi-Arabische overwinning wordt gezien als een van de grootste verrassingen ooit op het WK voetbal. Mohammad bin Salman al-Saoed gaf iedereen in Saoedi-Arabië een dag na de wedstrijd verlof. Voor Argentinië betekende de nederlaag de beëindiging van een reeks van 36 wedstrijden waarin het ongeslagen bleef. Het was de tweede keer in de WK-geschiedenis dat Argentinië een wedstrijd verloor waarin het een voorsprong had bij de rust, na de finale van 1930.

## Voorafgaand aan de wedstrijd
- Argentinië stond bij aanvang van het toernooi op de derde plaats van de FIFA-wereldranglijst en moest enkel WK-deelnemers Brazilië en België boven zich dulden.[4] Saoedi-Arabië was op de 51ste plek terug te vinden.[5] Van alle WK-deelnemers was enkel Ghana lager gerangschikt dan Saoedi-Arabië.
- Argentinië en Saoedi-Arabië troffen elkaar voorafgaand aan deze wedstrijd drie keer, waarvan geen enkele keer op het WK. Argentinië won twee van die wedstrijden en één duel eindigde onbeslist. Argentinië won elk van zijn eerdere vier WK-wedstrijden tegen Aziatische tegenstanders. Saoedi-Arabië verloor zijn enige eerdere WK-confrontatie met een Zuid-Amerikaanse tegenstander.
- Argentinië begon aan zijn achttiende deelname aan het wereldkampioenschap en zijn dertiende achtereenvolgende. Saoedi-Arabië nam voor een zesde keer deel en voor een tweede achtereenvolgende keer.
- Enkele dagen voorafgaand aan de wedstrijd raakten Nicolás González en Joaquín Correa geblesseerd bij Argentinië.[6]

## Wedstrijddetails[7]
|                                                      |                  |                  |                              | |
| Groep C 22 november 2022 13:00 (UTC+3) 11:00 (UTC+1) | Argentinië       | 1 – 2 (1 – 0)    | Saoedi-Arabië                | Stadion: Lusailstadion, Lusail Toeschouwers: 88.012 Scheidsrechter: Slavko Vinčić Assistenten: Tomaz Klancnik Assistenten: Andraž Kovačič Vierde official: Maguette Ndiaye Video-assistent: Pol van Boekel AVAR 1: Bastian Dankert AVAR 2: Abdelhak Etchiali AVAR 3: Ricardo de Burgos Bengoetxea Speler van de wedstrijd: Mohammed Al-Owais |
| Groep C 22 november 2022 13:00 (UTC+3) 11:00 (UTC+1) | Messi 10' (pen.) | Wedstrijdverslag | 48' Al-Shehri 53' Al-Dawsari | Stadion: Lusailstadion, Lusail Toeschouwers: 88.012 Scheidsrechter: Slavko Vinčić Assistenten: Tomaz Klancnik Assistenten: Andraž Kovačič Vierde official: Maguette Ndiaye Video-assistent: Pol van Boekel AVAR 1: Bastian Dankert AVAR 2: Abdelhak Etchiali AVAR 3: Ricardo de Burgos Bengoetxea Speler van de wedstrijd: Mohammed Al-Owais |
| Groep C 22 november 2022 13:00 (UTC+3) 11:00 (UTC+1) |                  |                  |                              | Stadion: Lusailstadion, Lusail Toeschouwers: 88.012 Scheidsrechter: Slavko Vinčić Assistenten: Tomaz Klancnik Assistenten: Andraž Kovačič Vierde official: Maguette Ndiaye Video-assistent: Pol van Boekel AVAR 1: Bastian Dankert AVAR 2: Abdelhak Etchiali AVAR 3: Ricardo de Burgos Bengoetxea Speler van de wedstrijd: Mohammed Al-Owais |
| Groep C 22 november 2022 13:00 (UTC+3) 11:00 (UTC+1) |                  |                  |                              | Stadion: Lusailstadion, Lusail Toeschouwers: 88.012 Scheidsrechter: Slavko Vinčić Assistenten: Tomaz Klancnik Assistenten: Andraž Kovačič Vierde official: Maguette Ndiaye Video-assistent: Pol van Boekel AVAR 1: Bastian Dankert AVAR 2: Abdelhak Etchiali AVAR 3: Ricardo de Burgos Bengoetxea Speler van de wedstrijd: Mohammed Al-Owais |
|                                                      |                  |                  |                              | |

| Argentinië | Saoedi-Arabië |

| DM             | 23 | Emiliano Martínez   |     |
| RA             | 26 | Nahuel Molina       |     |
| CV             | 13 | Cristian Romero     | 59' |
| CV             | 19 | Nicolás Otamendi    |     |
| LA             | 03 | Nicolás Tagliafico  | 71' |
| CM             | 07 | Rodrigo De Paul     |     |
| CM             | 05 | Leandro Paredes     | 59' |
| RB             | 11 | Ángel Di María      |     |
| LB             | 17 | Alejandro Gómez     | 59' |
| SP             | 10 | Lionel Messi        |     |
| SP             | 22 | Lautaro Martínez    |     |
| Wisselspelers: |    |                     |     |
| DM             | 01 | Franco Armani       |     |
| DM             | 12 | Gerónimo Rulli      |     |
| VD             | 02 | Juan Foyth          |     |
| VD             | 04 | Gonzalo Montiel     |     |
| VD             | 06 | Germán Pezzella     |     |
| VD             | 08 | Marcos Acuña        | 71' |
| VD             | 25 | Lisandro Martínez   | 59' |
| MV             | 14 | Exequiel Palacios   |     |
| MV             | 16 | Thiago Almada       |     |
| MV             | 18 | Guido Rodríguez     |     |
| MV             | 20 | Alexis Mac Allister |     |
| MV             | 24 | Enzo Fernández      | 59' |
| AV             | 09 | Julián Álvarez      | 59' |
| AV             | 15 | Ángel Correa        |     |
| AV             | 21 | Paulo Dybala        |     |
| Coach:         |    |                     |     |
| Lionel Scaloni |    |                     |     |

| DM             | 21 | Mohammed Al-Owais    | 90+2'     |
| RA             | 12 | Saud Abdulhamid      | 82'       |
| CV             | 17 | Hassan Al-Tambakti   |           |
| CV             | 05 | Ali Al-Bulaihi       | 75'       |
| LA             | 16 | Yasser Al-Shahrani   | 90+9'     |
| VM             | 08 | Abdulellah Al-Malki  | 67'       |
| CM             | 07 | Salman Al-Faraj      | 45+4'     |
| CM             | 23 | Mohamed Kanno        |           |
| RB             | 09 | Firas Al-Buraikan    | 89'       |
| SP             | 11 | Saleh Al-Shehri      | 78'       |
| LB             | 10 | Salem Al-Dawsari     | 79'       |
| Wisselspelers: |    |                      |           |
| DM             | 01 | Mohammed Al Rubaie   |           |
| DM             | 22 | Nawaf Al-Aqidi       |           |
| VD             | 02 | Sultan Al-Ghanam     | 78'       |
| VD             | 03 | Abdullah Madu        |           |
| VD             | 04 | Abdulelah Al-Amri    | 89'       |
| VD             | 06 | Mohammed Al-Breik    | 90+9'     |
| MV             | 14 | Abdullah Otayf       |           |
| MV             | 15 | Ali Al-Hassan        |           |
| MV             | 16 | Sami Al-Najei        |           |
| MV             | 19 | Hattan Bahebri       |           |
| MV             | 24 | Nasser Al-Dawsari    |           |
| MV             | 26 | Riyadh Sharahili     |           |
| AV             | 18 | Nawaf Al-Abed        | 45+4' 89' |
| AV             | 20 | Abdulrahman Al-Aboud |           |
| AV             | 25 | Haitham Asiri        | 89'       |
| Coach:         |    |                      |           |
| Hervé Renard   |    |                      |           |

| Statistieken           | Argentinië | Saoedi-Arabië |
| ---------------------- | ---------- | ------------- |
| Doelpunten             | 1          | 2             |
| Gele kaarten           | 0          | 6             |
| Rode kaarten           | 0          | 0             |
| Wissels                | 4          | 5             |
| Schoten op doel        | 6          | 2             |
| Schoten naast doel     | 5          | 0             |
| Overtredingen          | 7          | 21            |
| Hoekschoppen           | 9          | 2             |
| Buitenspel             | 10         | 1             |
| Passnauwkeurigheid (%) | 87         | 71            |
| Balbezit (%)           | 73         | 27            |